# نهر الخشب
نهر الخشب؛ نهر لمبر (بالانجليزية: Lumber River) يبلغ طوله 133 ميل (214 كـم)  وهو نهر في جنوب ولاية كارولاينا الشمالية في السهل الساحلي المسطح. دعا المستوطنون الأوروبيون النهر في البداية بـ«درينينج كريك»، والذي ما زال على اسم مياهه الرئيسية. يمتد الممر المائي المعروف باسم نهر الخشب من حدود مقاطعة سكوتلاند (كارولاينا الشمالية) - مقاطعة هوك (كارولاينا الشمالية) إلى حدود ولاية كارولاينا الشمالية - كارولاينا الجنوبية. بعد وقت قصير من العبور إلى ولاية كارولاينا الجنوبية، يتدفق نهر الخشب إلى نهر ليتل بي دي، والذي يتدفق إلى نهر بيدي أو نهر بيدي العظيم. وأخيرًا، تتدفق المياه المشتركة إلى خليج وينيه والمحيط الأطلسي.
في عام 1989، تم تعيين النهر باعتباره «نهر طبيعي وخلاب» من قبل الجمعية العامة في ولاية كارولاينا الشمالية. بالإضافة إلى ذلك، هو نهر أسود المياه الوحيد في ولاية كارولاينا الشمالية الذي تم تعيينه كنهر وطني في البرية الخلابة من قبل وزارة الداخلية. في عام 2010، تم التصويت على نهر الخشب كواحد من عجائب كارولاينا الشمالية الطبيعية العشرة، وهي نتيجة مسابقة عبر الإنترنت نظمتها Land for Tomorrow ، وهو تحالف مكرس لدعم الحفاظ على موارد الأراضي والمياه في ولاية كارولاينا الشمالية.

## التاريخ

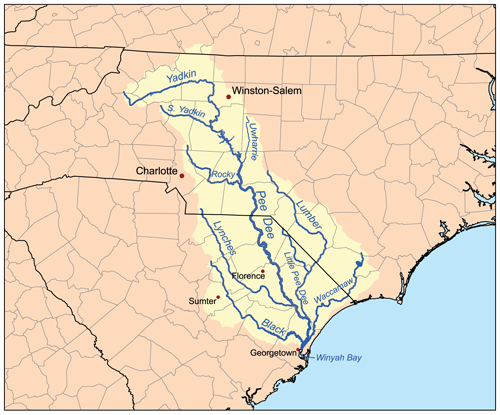
خريطة لمستجمع مياه نهر بول دي يظهر نهر الخشب.

### الشعوب الأصلية القديمة
أظهرت الأدلة من الحفريات الأثرية على طول نهر الخشب أن الثقافات المتعاقبة للأمريكيين الأصليين سكنت هذه المنطقة لآلاف السنين. تم حفر عدد من المواقع الأثرية على الأراضي المرتفعة على طول النهر. بينما انزعج الكثيرون من الممارسات الزراعية في حقبة ما بعد كولومبوس، تم استعادة العديد من القطع الأثرية وبعض الحفريات. وتشمل هذه الزورق المخبأ الذي صنعه السكان الأصليون ويقدر عمره بأكثر من 1025 عامًا. هذا الزورق القديم معروض في مركز موارد الأمريكيين الأصليين في جامعة كارولينا الشمالية في بيمبروك.
تم إنجاز الكثير من الأعمال الأثرية في منطقة نهر لومبر في مقاطعة روبسون. وتم تسجيل ما مجموعه 429 موقعا أثريا في هذه المنطقة. تحتوي المواقع على مكونات من مختلف الفترات الأثرية: أسلاف الهنود وحضارة المسيسيبي.
كانت شعوب إيروكويان وسيوان وكارولينا الناطقة باللغة الألغونكية من بين القبائل التاريخية التي عاشت في المنطقة الساحلية والداخلية قبل المواجهة الأوروبية. حدد علماء الآثار 47 موقعًا ذات أهمية محتملة، 20 منها مؤهلة للإدراج في السجل الوطني للأماكن التاريخية.

## الترفيهية
في القرن الحادي والعشرين، يعد نهر الخشب ممرًا ترفيهيًا ذا قيمة عالية في ولاية كارولينا الشمالية. تعد الأنشطة الترفيهية والمهرجانات الخارجية النشطة من بين الأنشطة الأكثر شعبية، بما في ذلك التجديف وركوب القوارب وصيد الأسماك والصيد والنزهات والتخييم ودراسة الطبيعة والسباحة وركوب الدراجات والركض والحرف اليدوية وصيد الأحافير والتحف.

### حديقة نهر الخشب الحكومية
يعد نهر الخشب وبعض ضفافها المجاورة جزءًا من حديقة نهر الخشب الحكومية (Lumber River State Park)، والتي تضم 9874 فدانًا من الأرض و 115 ميلًا من الممر المائي. الأنشطة الترفيهية للمتنزه موجودة حاليًا في وصول الأميرة آن في الجنوب ومدخل ضفاف الطباشير إلى الشمال (بالقرب من بلدة واجرام).
هناك 24 عملية إطلاق للقوارب على طول نهر الخشب والتي تعمل كنقاط وصول إلى حديقة نهر الخشب الحكومية. كامل طول النهر مفتوح للصيد. أسماك الطرائد الشائعة هي الكرابي الأسود، وباس ارجموث، وسمك السلور، وسمكة الشمس ذات الصدور الحمراء. يجب أن يكون لدى جميع الصيادين رخصة صيد سارية وأن يتبعوا لوائح هيئة موارد الحياة البرية في كارولاينا الشمالية. توجد تسعة مواقع تخييم بدائية في قسم الأميرة آن من الحديقة، بين أوروم وفير بلاف. من المفترض أن تستخدم هذه المعسكرات ما لا يزيد عن 6 أشخاص في المرة الواحدة. يتميز كل موقع من مواقع المخيم بطاولة نزهة وشواية وحامل فانوس وسلة قمامة وحلقة نار. هناك العديد من مسارات التنزه ومناطق التنزه في الأميرة آن بالإضافة إلى العديد من المتنزهات البلدية والمحلية التي تقع على نهر الخشب.
يتوفر أربعة عشر موقعًا للتخييم الفردي في منطقة الوصول إلى ضفاف الطباشير (Chalk Banks) في مقاطعة اسكتلندا للتخييم العائلي. يحتوي كل موقع على طاولة وحامل فانوس وسلة قمامة وحفرة نار. تتوفر أيضًا مواقع تخييم كانوي في (Canoe-in).

## الحياة البرية المحلية
يحتوي نهر الخشب على العديد من الأنواع المختلفة من الكائنات الحية داخله وحوله، بما في ذلك شمك شوب التلال الرملية، وهو نوع مستوطن في منطقة التلال الرملية التي يتدفق نهر الخشب من خلالها. إن شوب الخوف من الرأس ليس الكائن الوحيد الوحيد الموجود حول نهر الخشب. كائن حي آخر مثل من أنواع الفراشة Megathymus yuccae ، ربان يوكا عملاق، ونقار الخشب الأحمر هي أنواع مستوطنة في الموائل حول نهر لمبر.

## روابط خارجية
- مقاطعة اسكتلندا للسياحة والسفر